# Amesicrium nanum
Amesicrium nanum är en tvåvingeart som beskrevs av Günther Enderlein 1911. Amesicrium nanum ingår i släktet Amesicrium och familjen sorgmyggor.
Artens utbredningsområde är Seychellerna. Inga underarter finns listade i Catalogue of Life.